# Œuvres posthumes de Victor Hugo
Victor Hugo a été le premier à faire en sorte que tout ce qu'il avait écrit soit légué, à sa mort, à la postérité. Il avait écrit une vingtaine d'ouvrages posthumes. Dès 1846, il recommande : "Si je meurs avant d’avoir fini, mes enfants trouveront dans l’armoire en faux laque qui est dans mon cabinet et qui est tout en tiroirs, une quantité considérable de choses à moitié faites ou tout à fait écrites, vers, prose. Ils publieront tout cela sous le titre Océan." (Œuvres complètes, Édition Jean Massin, tome VII, p. 502)
En 1881, il rédige son fameux « testament littéraire » : « Je donne tous mes manuscrits et tout ce qui sera trouvé écrit ou dessiné par moi à la bibliothèque nationale de Paris qui sera un jour la Bibliothèque des États-Unis d'Europe. » (voir le site de la bnf)

## Liste
- Post-scriptum de ma vie